# St. Trinitatis (Hamma)

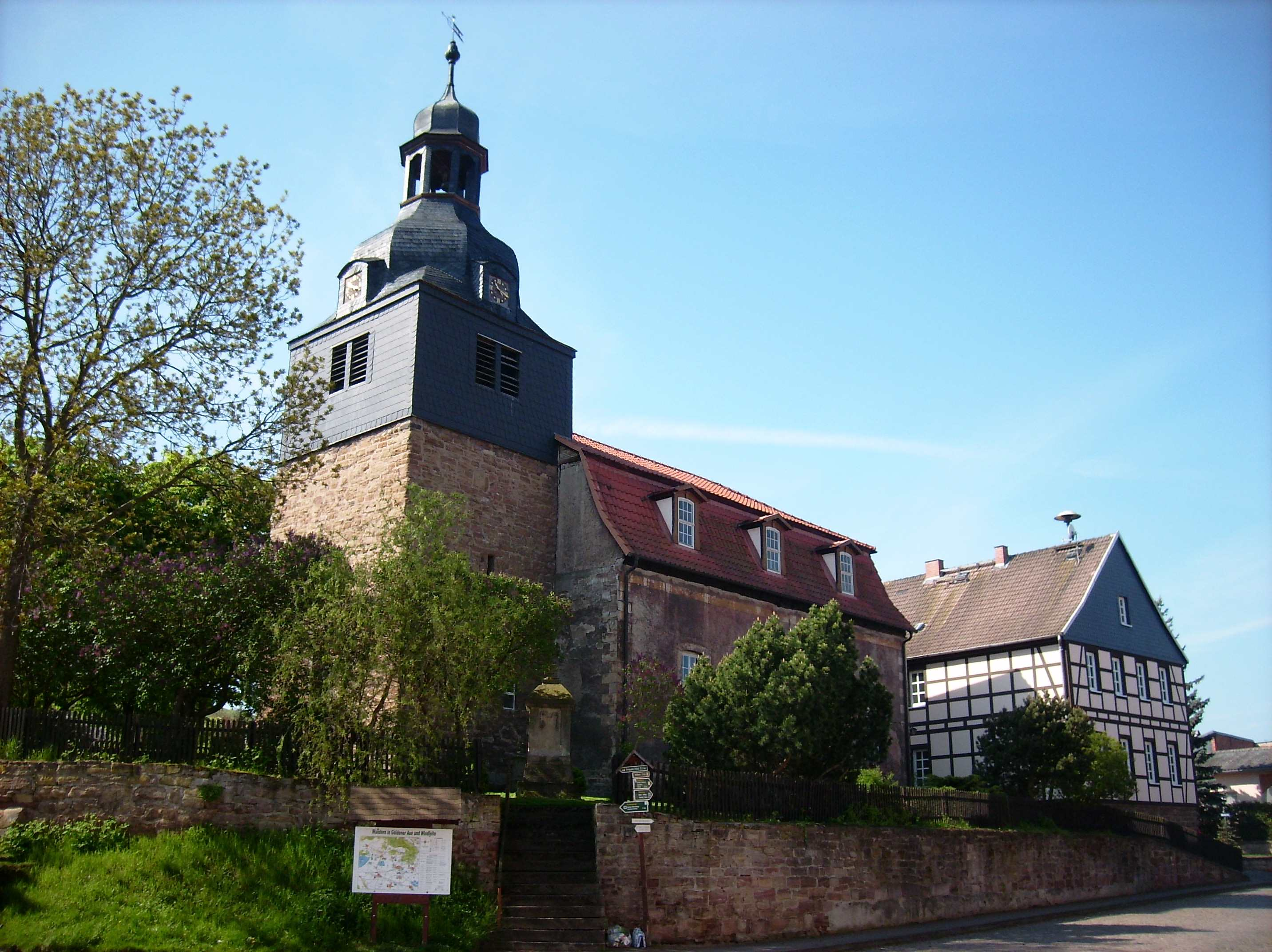
Hamma, St. Trinitatis

Die evangelisch-lutherische Kirche St. Trinitatis steht in Hamma, einem Ortsteil der Landgemeinde Stadt Heringen/Helme im thüringischen Landkreis Nordhausen. Die Kirchengemeinde Hamma gehört zum Pfarrbereich Heringen im Kirchenkreis Südharz der Evangelischen Kirche in Mitteldeutschland.

## Beschreibung
Die barocke Saalkirche wurde z. T. aus verputzten Bruchsteinen im 17. Jahrhundert erbaut und bereits 1768 umgebaut. Der eingezogene, quadratische Chorturm ist der stehengebliebene Teil eines Vorgängerbaues aus dem 15. Jahrhundert. Das ursprünglich als Chor dienende Erdgeschoss des Turmes, in ihm sind noch Reste eines Kreuzgewölbes vorhanden, dient jetzt als Sakristei. Beim Umbau bekam der Turm ein zusätzlich schiefergedecktes Geschoss, in dem sich der Glockenstuhl befindet. Darauf sitzt eine welsche Haube, die mit einer offenen Laterne bekrönt ist. Der Innenraum der Kirche wurde 1975 vollständig erneuert.
Die Orgel mit 12 Registern, verteilt auf 2 Manuale und Pedal, wurde 1862 von Julius Strobel gebaut und um 1950 von Gerhard Kirchner restauriert.